# Друцкие-Соколинские-Гурко-Ромейко
Дру́цкие-Соко́линские-Ромейко-Гурко (также Друцкие-Соколинские-Гурко-Ромейко) — русский княжеский род, отрасль князей Друцких-Соколинских.
Родоначальник — Илья Андреевич Друцкой-Соколинский (XXVIII колено от Рюрика), который 18 сентября 1724 года женился на Анне Михайловне, дочери Михаила Даниловича Ромейко-Гурко. Их дети Пётр и Николай Ильичи длительное время писались по фамилии Ромейко-Гурко, а затем, вопреки указу Петра I от 14 марта 1714 года, в результате длительного разбирательства, дошедшего до Правительствующего Сената, который на слушании 27 февраля 1850 г. «…согласно Мнения Государственного Совета, положил: Потомков Князя Ильи Андреева Друцкого Соколинского согласно с заключением Сената подтвердить в Княжеском достоинстве с присвоением принятой ими фамилии Друцких-Соколинских-Ромейко-Гурко», — получили окончательный вариант фамилии.
Род князей Друцких-Соколинских-Гурко-Ромейко пресёкся в конце XIX века.
- Друцкий-Соколинский-Гурко-Ромейко, Пётр Петрович, духовщинский предводитель дворянства, общественный деятель Смоленской губернии[4].